# Max Martins
Max da Rocha Martins (Belém, 20 de junho de 1926 - 9 de fevereiro de 2009) foi um poeta brasileiro.  Representou a renovação da literatura no século XX e colocou o Pará numa posição de destaque na literatura nacional, embora sua obra ainda seja pouco conhecida.
Max Martins dedicou-se à poesia por toda a vida, tendo transitado entre modernismo, concretismo e experimentalismos. Autodidata, seguiu seu percurso temporal próprio. Ao receber aposentadoria como servidor público, incorporou outra: a de escritor, transformando-se no primeiro caso de escritor que se aposenta e recebe benefícios por ter exercido, por mais de trinta anos, a poesia.

## Biografia
Max se interessou muito jovem pela poesia, pois seu pai possuía um pequeno acervo em sua casa e foi aí que ele se encontrou com os poetas românticos do Brasil. Porém não era a poesia exatamente que ele amava, ele queria buscar o novo. 
Os primeiros textos de Max foram publicadas por Haroldo Maranhão em um jornal escolar denominado “O Colegial”. Foi a partir desse jornal de alunos que floresceu uma amizade entre Max, Haroldo e Benedito Nunes que durou mais de 50 anos. No período de 1945 a 1951, eles participaram juntos do suplemento literário “Folha do Norte”, de grande importância na época.
Autodidata, Max fez estudos particulares nas áreas de literatura, poesia, artes e filosofia, a partir de 1934. Colaborou com a revista literária Encontro em 1948.
Publicou no suplemento literário do jornal Folha do Norte, entre 1946 e 1951, poemas que viriam a integrar seu primeiro livro, "O Estranho". Publicou "O Estranho" em 1952 e conquistou os prêmios Frederico Rhonsard, da Academia Paraense de Letras, e Santa Helena Magno, da Secretaria de Educação do Estado do Pará.
Foi noticiarista e secretário de redação da Folha do Norte entre 1962 e 1964.
Participou em Leitura de Poemas, com os poetas James Bogan, Age de Carvalho e Vicente Cecim, e na Oficina Literária Afrânio Coutinho, com Age de Carvalho, em 1980. Fez palestras e leitura de poemas nas universidades de Columbia, St. Louis e Rolla (EUA), em 1987.
Fundou e dirigiu a fundação cultural Casa da Linguagem, instituição voltada para o estudo e ensino das coisas da literatura, entre 1990 e 1994.
Recebeu em 1993 o prêmio Olavo Bilac, da Academia Brasileira de Letras, pelo volume "Não para Consolar", coletânea de toda a sua obra até então.
Em 2001, recebeu o título de doutor honoris causa da Universidade Federal do Pará (UFPA).
Poeta e só poeta, sempre morou em Belém do Pará. Ao lado de Benedito Nunes, Francisco Paulo Mendes e Mario Faustino, viu chegar a modernidade na poesia brasileira, da qual se tornou um dos nomes mais importantes. As suas obras mais importantes foram traduzidas para o alemão, inglês e francês.

## Obras
- O Estranho (1952)
- Anti-Retrato (1960)
- H'Era (1971)
- O Ovo Filosófico (1976)
- O Risco Subscrito (1980)
- A Fala entre Parêntesis (com Age de Carvalho, à moda da renga 1982)
- Caminho de Marahu (1983)
- 60/35 (1985)
- Poema-cartaz Casa da Linguagem (1991)
- 3 Poemas - folder com desenho, colagem (1991)
- Marahu Poemas (1985)
- Não para Consolar - poesia completa (1992)
- Para ter Onde Ir (1992)